# 清朝新式海軍
清朝新式海軍是清朝政府在1875年建立的近代化海軍，英语通稱爲Imperial Chinese Navy（“中华帝国海军”或“中國皇家海軍”）。雖然中國至遲自宋朝即建有國家水師，但直到1875年才真正開始建設近代化海軍。新式海軍由四個水師構成：北洋水師、南洋水師、廣東水師及福建船政水師，在1894年前曾一度成爲公認的東亞噸位最强的海軍，但僅為大量向外訂購洋船，在十九世紀末思想突飛猛進的年代，本身並沒有把握住須持續更新的潮流，忽略了鐵甲艦短短幾年內就會過時的現實，故在甲午戰爭中被已經初步全面建立工業的日本重創，1909年四水師合并，並重新劃分為巡洋艦隊和巡江艦隊。1912年，中華民國建立後改組為中華民國海軍。

## 歷史
雖然明朝中期開始不再重視航海，但明朝後期的海防水師仍强於區域鄰國水軍，並有能力抗擊進犯的西方艦船，例如在1521年的屯門海戰擊敗葡萄牙舰隊、1522年的西草灣海戰擊敗葡萄牙舰隊、以及1633年的崇禎明荷海戰擊敗荷屬東印度公司艦隊等。
清朝初年奉行海禁，沒有維持明末的水軍建制。在内江、近海，以绿营水师驻防。康熙初，为抵抗沙俄对满洲地区的入侵，始设吉林水师营。此后，各地八旗驻防军多设有水师营，统称为八旗水师。1677年清朝恢復福建水師建制，建設海軍用以抗擊明鄭政權。雍正、乾隆时间，在东南沿海，又设有福州、广州水师营等外海八旗水师。
嘉庆之后，欧洲列强拥有了近代化的海军，清朝的外海水师则发展迟滞。第二次鴉片戰爭中，300艘裝配西式火器的清朝水師艦船對陣56艘英、法鐵甲艦卻幾乎對敵完全沒有創傷。1860年代，清朝試圖通過從英國購買阿思本艦隊建立新式海軍，用於對抗太平天國，但由於清廷與聘請的英籍司令就指揮及人員安排上的分歧沒有成功。
1874年，日本進犯臺灣，清廷感到中國海防薄弱，因此1875年決議建立新式海軍，當時的規劃是建立三支新式艦隊：北洋水師防禦黃海、南洋水師防禦東中國海、粵洋水師防禦福建、臺灣沿海及南中國海。具有防守京師使命的北洋水師獲得特別注重，優先發展。
1870年代末，清廷從英國和德國訂造了一系列戰艦，並在旅順口及威海衛建造海軍基地。第一艘英國造戰艦在1881年駛抵中國，北洋水師則在1888年正式成軍，基地設在威海衛劉公島。到1894年爲止，北洋水師論噸位仍是亞洲最强艦隊，但在甲午戰爭中大部被日軍新式海軍摧毀。
南洋水師也在1875建立，此後以大部國内自造、少量英國和德國製造的艦船逐步擴張，基地為上海及南京。南洋水師參與了中法戰爭的戰鬥。 原本分別的福建水師和廣東水師在1875年之後歸入新式海軍。歷史相對悠久的福建水師在中法戰爭中幾乎完全摧毀，此後僅補充了兩艘艦艇。到1891年時，由於經費緊縮，福建水師已幾乎無法出戰。廣東水師在19世紀60年代建立，以廣州黃埔為基地。廣東水師艦艇在1909年曾巡視南海，宣揚中國對南海的主權。此外，甲午戰爭之後張之洞在湖北建立了防禦長江的湖北水師。
1909年，五個艦隊的剩餘艦艇被合并，改編成巡洋艦隊和巡江艦隊。1911-2年，帝國海軍的海圻号巡洋舰訪問了英國、美國及古巴。

## 旗幟
1909年四水師合并後至1912年廢止之間清朝海軍使用的旗幟如下：

帝國海軍旗
海軍大臣旗
海軍正都統旗
海軍副都統旗
海軍協都統旗
海軍統帶旗
海軍隊長旗
海軍當值旗
海軍長旒

### 引用
1. ↑  .   [2023-12-13]. （原始内容存档于2023-12-13）.
2. ↑  .   [2023-12-13]. （原始内容存档于2023-12-13）.
3. ↑  Li, Miles. . crwflags.com. CRW Flags, 24 May 2007.   [12 March 2017]. （原始内容存档于2020-08-24）.